# Seconda Divisione Venezia Giulia 1930-1931
Seconda Divisione 1930-1931 fu il IV livello del XXXI campionato italiano di calcio.
Con lo spostamento di competenza dai Direttori Inferiori ai Direttori Regionali la composizione dei gironi di Seconda Divisione subì dei notevoli stravolgimenti.
Una grande novità di questa stagione fu rappresentata dalla presenza di squadre riserve: difatti con l'eliminazione del torneo regionale loro dedicato, le società militanti in Serie A e in Serie B avevano l'obbligo di iscrivere le loro squadre riserve in Seconda Divisione, escluse però dal meccanismo di promozione (rappresentato come gli anni precedenti dalla disputa della fase finale) poiché il loro campionato di merito era la Serie A o la Serie B.
Per assegnare i titoli di "campione regionale", ove si disputavano più gironi, era necessaria la disputa di un girone di finale (al quale potevano partecipare anche le squadre riserve). Le finali per il titolo regionale potevano essere disputate anche dalle società impegnate alle finali per la promozione alla Prima Divisione.
Questo è il campionato che fu gestito dal Direttorio Regionale Giuliano avente sede a Trieste.

## Girone unico

### Squadre partecipanti
| Squadra                                | Città                     |
| -------------------------------------- | ------------------------- |
| A.C. Adriatica Lido                    | Venezia                   |
| U.S. Capodistriana                     | Capodistria (PL)          |
| A.S. Esperia                           | Trieste                   |
| U.S. Mestrina                          | Venezia-Mestre            |
| S.C. Monfalconese C.N.T. (B = riserve) | Monfalcone (TS)           |
| Ponzianini Erranti F.C.                | Trieste                   |
| A.C. Ronchi                            | Ronchi dei Legionari (TS) |
| A.C. Serenissima (B = riserve)         | Venezia                   |
| U.S. Triestina (B = riserve)           | Trieste                   |
| A.C. Udinese (B = riserve)             | Udine                     |

### Classifica finale
|  | Pos. | Squadra            | Pt       | G  | V | N | P | GF | GS | DR |
|  | ---- | ------------------ | -------- | -- | - | - | - | -- | -- | -- |
|  | 1.   | Udinese (B)        | 22       | 16 | . | . | . | .  | .  | .  |
|  | 2.   | Triestina (B)      | 20       | 16 | . | . | . | .  | .  | .  |
|  | 3.   | Mestrina           | 19       | 16 | . | . | . | .  | .  | .  |
|  | 3.   | Serenissima (B)    | 19       | 16 | . | . | . | .  | .  | .  |
|  | 5.   | Ponzianini Erranti | 18       | 16 | . | . | . | .  | .  | .  |
|  | 6.   | Adriatica Lido     | 14       | 16 | . | . | . | .  | .  | .  |
|  | 6.   | Monfalconese CNT   | 14       | 16 | . | . | . | .  | .  | .  |
|  | 8.   | Esperia            | 10       | 16 | . | . | . | .  | .  | .  |
|  | 9.   | Ronchi             | 8        | 16 | . | . | . | .  | .  | .  |
|  | --   | Capodistriana      | Ritirata |    |   |   |   |    |    |    |

Legenda:
      Ammessa alle finali Nord.
 Non affiliata alla F.I.G.C. la stagione successiva.
Note:

Due punti a vittoria, uno a pareggio, zero a sconfitta.
In caso di pari punti per le squadre fuori dalla zona finali era in vigore il pari merito.

### Risultati

#### Calendario
| andata (1ª) | andata (1ª) | 1ª giornata                  | ritorno (10ª) | ritorno (10ª) |
|             |             |                              |               |               |
| 12 ott.     | 3-0         | Adriatica Lido-Mestrina      | -             | 21 dic.       |
| 12 ott.     | 0-0         | Capodistriana-Esperia B      | -             | 21 dic.       |
| 12 ott.     | 2-4         | Ronchi-Monfalconese C.N.T. B | -             | 21 dic.       |
| 12 ott.     | 4-2         | Triestina B-Ponzianini       | -             | 21 dic.       |
| 12 ott.     | 7-2         | Udinese B-Serenissima B      | -             | 21 dic.       |

| andata (2ª) | andata (2ª) | 2ª giornata                      | ritorno (11ª) | ritorno (11ª) |
|             |             |                                  |               |               |
| 19 ott.     | 0-2         | Esperia B-Adriatica Lido         | -             | 4 gen.        |
| 19 ott.     | 5-0         | Mestrina-Capodistriana           | -             | 4 gen.        |
| 19 ott.     | 4-2         | Ponzianini-Monfalconese C.N.T. B | -             | 4 gen.        |
| 19 ott.     | 2-3         | Serenissima B-Triestina B        | -             | 4 gen.        |
| 19 ott.     | 1-0         | Udinese B-Ronchi                 | -             | 4 gen.        |

| andata (1ª) | andata (1ª) | 1ª giornata                  | ritorno (10ª) | ritorno (10ª) |
|             |             |                              |               |               |
| 12 ott.     | 3-0         | Adriatica Lido-Mestrina      | -             | 21 dic.       |
| 12 ott.     | 0-0         | Capodistriana-Esperia B      | -             | 21 dic.       |
| 12 ott.     | 2-4         | Ronchi-Monfalconese C.N.T. B | -             | 21 dic.       |
| 12 ott.     | 4-2         | Triestina B-Ponzianini       | -             | 21 dic.       |
| 12 ott.     | 7-2         | Udinese B-Serenissima B      | -             | 21 dic.       |

| andata (2ª) | andata (2ª) | 2ª giornata                      | ritorno (11ª) | ritorno (11ª) |
|             |             |                                  |               |               |
| 19 ott.     | 0-2         | Esperia B-Adriatica Lido         | -             | 4 gen.        |
| 19 ott.     | 5-0         | Mestrina-Capodistriana           | -             | 4 gen.        |
| 19 ott.     | 4-2         | Ponzianini-Monfalconese C.N.T. B | -             | 4 gen.        |
| 19 ott.     | 2-3         | Serenissima B-Triestina B        | -             | 4 gen.        |
| 19 ott.     | 1-0         | Udinese B-Ronchi                 | -             | 4 gen.        |

| andata (3ª) | andata (3ª) | 3ª giornata                          | ritorno (12ª) | ritorno (12ª) |
|             |             |                                      |               |               |
| 28 ott.     | 2-3         | Capodistriana-Udinese B              | -             | 11 gen.       |
| 26 ott.     | 4-2         | Esperia B-Triestina B                | -             | 11 gen.       |
| 26 ott.     | 6-2         | Adriatica Lido-Monfalconese C.N.T. B | -             | 11 gen.       |
| 26 ott.     | 2-1         | Mestre-Ronchi                        | -             | 11 gen.       |
| 26 ott.     | 0-1         | Ponzianini-Serenissima B             | -             | 11 gen.       |

| andata (4ª) | andata (4ª) | 4ª giornata                     | ritorno (13ª) | ritorno (13ª) |
|             |             |                                 |               |               |
| 4 nov.      | 5-1         | Monfalconese C.N.T. B-Esperia B | -             | 18 gen.       |
| 2 nov.      | 1-0         | Ronchi-Adriatica Lido           | -             | 18 gen.       |
| 2 nov.      | 3-1         | Serenissima B-Capodistriana     | -             | 18 gen.       |
| 2 nov.      | 1-1         | Triestina B-Mestrina            | -             | 18 gen.       |
| 2 nov.      | 7-0         | Udinese B-Ponzianini            | -             | 18 gen.       |

| andata (3ª) | andata (3ª) | 3ª giornata                          | ritorno (12ª) | ritorno (12ª) |
|             |             |                                      |               |               |
| 28 ott.     | 2-3         | Capodistriana-Udinese B              | -             | 11 gen.       |
| 26 ott.     | 4-2         | Esperia B-Triestina B                | -             | 11 gen.       |
| 26 ott.     | 6-2         | Adriatica Lido-Monfalconese C.N.T. B | -             | 11 gen.       |
| 26 ott.     | 2-1         | Mestre-Ronchi                        | -             | 11 gen.       |
| 26 ott.     | 0-1         | Ponzianini-Serenissima B             | -             | 11 gen.       |

| andata (4ª) | andata (4ª) | 4ª giornata                     | ritorno (13ª) | ritorno (13ª) |
|             |             |                                 |               |               |
| 4 nov.      | 5-1         | Monfalconese C.N.T. B-Esperia B | -             | 18 gen.       |
| 2 nov.      | 1-0         | Ronchi-Adriatica Lido           | -             | 18 gen.       |
| 2 nov.      | 3-1         | Serenissima B-Capodistriana     | -             | 18 gen.       |
| 2 nov.      | 1-1         | Triestina B-Mestrina            | -             | 18 gen.       |
| 2 nov.      | 7-0         | Udinese B-Ponzianini            | -             | 18 gen.       |

| andata (5ª) | andata (5ª) | 5ª giornata                       | ritorno (14ª) | ritorno (14ª) |
|             |             |                                   |               |               |
| 9 nov.      | 0-2         | Adriatica Lido-Udinese B          | -             | 25 gen.       |
| 9 nov.      | 0-2         | Capodistriana-Ponzianini          | -             | 25 gen.       |
| 9 nov.      | 3-2         | Esperia B-Ronchi                  | -             | 25 gen.       |
| 9 nov.      | 2-2         | Mestrina-Serenissima B            | -             | 25 gen.       |
| 9 nov.      | 2-2         | Triestina B-Monfalconese C.N.T. B | -             | 25 gen.       |

| andata (6ª) | andata (6ª) | 6ª giornata                         | ritorno (15ª) | ritorno (15ª) |
|             |             |                                     |               |               |
| 16 nov.     | 2-0         | Capodistriana-Ronchi                | -             | 1º feb.       |
| 16 nov.     | 10-1        | Mestrina-Esperia                    | -             | 1º feb.       |
| 16 nov.     | 5-3         | Ponzianini-Adriatica Lido           | -             | 1º feb.       |
| 16 nov.     | 3-0         | Serenissima B-Monfalconese C.N.T. B | -             | 1º feb.       |
| 16 nov.     | 4-1         | Udinese B-Triestina B               | -             | 1º feb.       |

| andata (5ª) | andata (5ª) | 5ª giornata                       | ritorno (14ª) | ritorno (14ª) |
|             |             |                                   |               |               |
| 9 nov.      | 0-2         | Adriatica Lido-Udinese B          | -             | 25 gen.       |
| 9 nov.      | 0-2         | Capodistriana-Ponzianini          | -             | 25 gen.       |
| 9 nov.      | 3-2         | Esperia B-Ronchi                  | -             | 25 gen.       |
| 9 nov.      | 2-2         | Mestrina-Serenissima B            | -             | 25 gen.       |
| 9 nov.      | 2-2         | Triestina B-Monfalconese C.N.T. B | -             | 25 gen.       |

| andata (6ª) | andata (6ª) | 6ª giornata                         | ritorno (15ª) | ritorno (15ª) |
|             |             |                                     |               |               |
| 16 nov.     | 2-0         | Capodistriana-Ronchi                | -             | 1º feb.       |
| 16 nov.     | 10-1        | Mestrina-Esperia                    | -             | 1º feb.       |
| 16 nov.     | 5-3         | Ponzianini-Adriatica Lido           | -             | 1º feb.       |
| 16 nov.     | 3-0         | Serenissima B-Monfalconese C.N.T. B | -             | 1º feb.       |
| 16 nov.     | 4-1         | Udinese B-Triestina B               | -             | 1º feb.       |

| andata (7ª) | andata (7ª) | 7ª giornata                    | ritorno (16ª) | ritorno (16ª) |
|             |             |                                |               |               |
| 23 nov.     | 1-1         | Adriatica Lido-Serenissima B   | -             | 8 feb.        |
| 23 nov.     | 3-3         | Esperia B-Udinese B            | -             | 8 feb.        |
| 23 nov.     | 2-1         | Monfalconese C.N.T. B-Mestrina | -             | 8 feb.        |
| 23 nov.     | 1-1         | Ronchi-Ponzianini              | -             | 8 feb.        |
| 23 nov.     | 7-0         | Triestina B-Capodistriana      | -             | 8 feb.        |

| andata (8ª) | andata (8ª) | 8ª giornata                         | ritorno (17ª) | ritorno (17ª) |
|             |             |                                     |               |               |
| 30 nov.     | 5-0         | Monfalconese C.N.T. B-Capodistriana | -             | 15 feb.       |
| 30 nov.     | 2-3         | Ponzianini-Esperia B                | -             | 15 feb.       |
| 30 nov.     | 4-0         | Serenissima B-Ronchi                | -             | 15 feb.       |
| 30 nov.     | 3-0         | Triestina B-Adriatica Lido          | -             | 15 feb.       |
| 30 nov.     | 3-2         | Udinese B-Mestrina                  | -             | 15 feb.       |

| andata (7ª) | andata (7ª) | 7ª giornata                    | ritorno (16ª) | ritorno (16ª) |
|             |             |                                |               |               |
| 23 nov.     | 1-1         | Adriatica Lido-Serenissima B   | -             | 8 feb.        |
| 23 nov.     | 3-3         | Esperia B-Udinese B            | -             | 8 feb.        |
| 23 nov.     | 2-1         | Monfalconese C.N.T. B-Mestrina | -             | 8 feb.        |
| 23 nov.     | 1-1         | Ronchi-Ponzianini              | -             | 8 feb.        |
| 23 nov.     | 7-0         | Triestina B-Capodistriana      | -             | 8 feb.        |

| andata (8ª) | andata (8ª) | 8ª giornata                         | ritorno (17ª) | ritorno (17ª) |
|             |             |                                     |               |               |
| 30 nov.     | 5-0         | Monfalconese C.N.T. B-Capodistriana | -             | 15 feb.       |
| 30 nov.     | 2-3         | Ponzianini-Esperia B                | -             | 15 feb.       |
| 30 nov.     | 4-0         | Serenissima B-Ronchi                | -             | 15 feb.       |
| 30 nov.     | 3-0         | Triestina B-Adriatica Lido          | -             | 15 feb.       |
| 30 nov.     | 3-2         | Udinese B-Mestrina                  | -             | 15 feb.       |

| \| andata (9ª) \| andata (9ª) \| 9ª giornata \| ritorno (18ª) \| ritorno (18ª) \| \| \| \| \| \| \| \| 7 dic. \| 3-0 \| Adriatica Lido-Capodistriana \| - \| 1º mar. \| \| 7 dic. \| 3-1 \| Esperia B-Serenissima B \| - \| 1º mar. \| \| 7 dic. \| 1-0 \| Monfalconese C.N.T. B-Udinese B \| - \| 1º mar. \| \| 7 dic. \| 2-1 \| Ponzianini-Mestrina \| - \| 1º mar. \| \| 7 dic. \| 1-3 \| Ronchi-Triestina B \| - \| 1º mar. \| |             |                                 |               |               |
| andata (9ª) | andata (9ª) | 9ª giornata                     | ritorno (18ª) | ritorno (18ª) |
| |             |                                 |               |               |
| 7 dic. | 3-0         | Adriatica Lido-Capodistriana    | -             | 1º mar.       |
| 7 dic. | 3-1         | Esperia B-Serenissima B         | -             | 1º mar.       |
| 7 dic. | 1-0         | Monfalconese C.N.T. B-Udinese B | -             | 1º mar.       |
| 7 dic. | 2-1         | Ponzianini-Mestrina             | -             | 1º mar.       |
| 7 dic. | 1-3         | Ronchi-Triestina B              | -             | 1º mar.       |

| andata (9ª) | andata (9ª) | 9ª giornata                     | ritorno (18ª) | ritorno (18ª) |
|             |             |                                 |               |               |
| 7 dic.      | 3-0         | Adriatica Lido-Capodistriana    | -             | 1º mar.       |
| 7 dic.      | 3-1         | Esperia B-Serenissima B         | -             | 1º mar.       |
| 7 dic.      | 1-0         | Monfalconese C.N.T. B-Udinese B | -             | 1º mar.       |
| 7 dic.      | 2-1         | Ponzianini-Mestrina             | -             | 1º mar.       |
| 7 dic.      | 1-3         | Ronchi-Triestina B              | -             | 1º mar.       |